# Олів Лафнан
Олів Мері Лафнан (англ. Olive Mary Loughnane; нар. 14 січня 1976) — ірландська легкоатлетка, яка спеціалізувалася на спортивній ходьбі.

## Спортивні досягнення
Учасниця чотирьох олімпійських зах́одів з шосейної ходьби на 20 кілометрів — 7-е місце у 2008, 10-е місце у 2012 та 35-е місце у 2000. На Іграх 2004 року не змогла фінішувати.
Чемпіонка світу з шосейної ходьби на 20 кілометрів (2009). На інших чемпіонатах світу фінішувала у цій дисципліні 12-ю (2003), 13-ю (2001, 2011) та 17-ю (2007).
В особистому заліку Кубків світу з шосейної ходьби на 20 кілометрів фінішувала 5-ю (2012), 6-ю (2008) та 91-ю (1999).
Фінішувала 13-ю на чемпіонаті Європи у шосейній ходьбі на 20 кілометрів (2002).
Фінішувала 4-ю в особистому заліку Кубка Європи з шосейної ходьби на 20 кілометрів (2009).
Чемпіонка Ірландії з ходьби доріжкою стадіону на 5000 метрів (1999, 2004, 2005, 2009).
Чемпіонка Ірландії з шосейної ходьби на 20 кілометрів (1998, 2004, 2005, 2006, 2007).
Чемпіонка Ірландії в приміщенні з ходьби на 3000 метрів (2002).